# 大谷美貴
大谷美貴（1985年10月17日—），日本女性配音員。出身於埼玉縣。身高162cm。A型血。

## 人物簡介
原屬Theatre Academy（舊名：類Production），現所屬株式會社I·T企劃。特長有打籃球、吹篠笛、空手道。

## 演出作品
※粗體字表示說明飾演的主要角色。

### 電視動畫
2005年
- ARIA The ORIGINATION（姬屋溫蒂妮B）
- 魔法少年賈修（辣妹）
- 魔界女王候補生（澤村桃子、瑪格莉特、北島讓二、野口秀樹）
- 蟲師（村人、女孩子）

2006年
- 我愛美樂蒂：轉轉旋律魔法牌（メヒョウ）
- 家庭教師HITMAN REBORN！（黑川花、情侶女性）
- Ghost Hunt（村山）
- 人造昆蟲KABUTOBORG V×V（萬引少年、小孩A）
- 校園迷糊大王 二學期（永山朱鷺、稻葉）
- 我們的存在（舞、學生、後輩、小孩）
- 快樂魔法變！（日语：まもって!ロリポップ）（零）
- 妖怪人間貝姆（女孩子）

2007年
- GO！純情水泳社！（中村惠子、女學生）

2010年
- 侵略！花枝娘（相澤武）

2011年
- 侵略!? 花枝娘（相澤武）

### OVA
2012年
- 侵略!! 花枝娘 2012 summer（相澤武）[注 1]

2013年
- 侵略!! 花枝娘 2013 summer（相澤武）[注 2]

2014年
- 侵略!! 花枝娘 2014 summer（相澤武）[注 3]

### 遊戲
2005年
- （瑪格莉特、赤澤）

2006年
- 魔女的考驗 ～皇后考試的大騷動～（男孩子）

### 電視劇
富士電視台
- 再見，小津老師（日语：さよなら、小津先生）（2001年）－女子籃球社的11號球員
- （影像重現短劇）

其它電視台
- 心魔大審判（日语：スカイハイ (漫画)#テレビドラマ） 第4話（2003年2月7日，朝日電視台）－2年C組的女學生
- 垃圾律師（日语：弁護士のくず#テレビドラマ） 第10話（2006年6月15日，TBS）－琴美的友人

### 舞台
- 或一篇諦念（2010年12月22日）－飾演器官
- niconico音樂劇（日语：ニコニコミュージカル）（2011年3月17日－27日，綠色劇場（日语：シアターグリーン））
- 『大魂II ～rocket&all～』（2012年11月22日－11月25日，新中野Waniz Hall）
- 『大和III ～3～』「E.T. ～版～」（2013年3月29日－3月31日，新中野Waniz Hall）

### 廣播劇
- VOMIC 家庭教師HITMAN REBORN！（黑川花）

### 廣告
- COSPA 角色T-Shirt

### 廣播劇CD
- 櫻蘭高校男公關部 CD-PACK（女學生）

### 特攝影集
- 超人力霸王納克斯（TLT女性職員）

## 腳註

## 外部連結
- 株式會社I·T企劃公式官網的聲優簡介 （页面存档备份，存于） （日語）
- ☆ starry MooN ☆（页面存档备份，存于） （日語）－大谷美貴的官方個人部落格。
- 大谷美貴的X（前Twitter） （日語）